# 179
179 је била проста година.

## Догађаји
- Римско утврђење Кастра Регина („тврђава поред реке Реген“) изграђено је у Регензбургу, на десној обали Дунава у Немачкој.
- Римски легионари Легије Адиутрик уклесали су на стени замка Тренчин (Словачка) име града Лаугаритио, означавајући најсевернију тачку римског присуства у том делу Европе.
- Марко Аурелије тера Маркомане преко Дунава и појачава границу. Да би поново населио и обновио разорену Панонију, Рим дозвољава првим германским колонистима да уђу на територију под контролом Римског царства.
- Авгар IX Велики постаје краљ Едесе.
- Гогукчеон је наследио свог оца Шиндаеа на месту краља Гогурјеа.